# Short Stories (álbum)
Short Stories es el tercer álbum de estudio del cantautor estadounidense Harry Chapin. Fue publicado en diciembre de 1973 a través de Elektra Records.

## Recepción de la crítica
Un escritor no especificado de la revista Record World declaró: “El maestro de la historia/canción ha hecho su álbum más impresionante hasta la fecha, lleno de ricas imágenes y una fascinante colección de personajes. Un retrato especialmente bueno es el de un locutor de radio en el próximo sencillo «W*O*L*D». El dramatismo y el impacto de las canciones de Chapin están excelentemente respaldados por los excelentes arreglos y producción de Paul Leka”.
Un escritor no especificado de la revista Cash Box declaró: “Harry, uno de los narradores musicales más hábiles, continúa desarrollando sus historias en su último álbum, un brillante esfuerzo arreglado y producido por Paul Leka que presenta a Harry cantando con más ternura en su voz de la que hemos notado antes. La canción principal es una obra maestra, explora un océano emocional en cuatro minutos y medio y el resto del LP brilla con letras inteligentes (la marca registrada de Harry) y una dinámica acogedora que te lleva al corazón de cada composición”.

## Lista de canciones
Todas las canciones escritas y compuestas por Harry Chapin.
Lado uno
1. «Short Stories» – 4:35
2. «W.O.L.D.» – 5:15
3. «Song for Myself» – 5:00
4. «Song Man» – 3:13
5. «Changes» – 4:32

Lado dos
1. «They Call Her Easy» – 4:03
2. «Mr. Tanner» – 5:08
3. «Mail Order Annie» – 4:52
4. «There's a Lot of Lonely People Tonight» – 3:39
5. «Old College Avenue» – 4:25

## Posicionamiento
| Gráfica (1973–74)                         | Pico de posición |
| ----------------------------------------- | ---------------- |
| Australia (Kent Music Report)             | 46               |
| Canadá (RPM Top Albums)                   | 39               |
| Estados Unidos (Billboard Top LPs & Tape) | 61               |